# Дмитрівська церква (Харків)
Дмитрівська церква — найбільший греко-католицький храм Харкові, розташований на вулиці Полтавський шлях, 44, і висвячена на честь Димитрія Солунського.
Дерев'яна церква на цьому місці існувала з кінця XVIII століття. В 1808 збудована кам'яна церква, яка розширялася й добудовувалася протягом XIX століття. В 1930 закрита радянською владою і віддана під клуб, потім під кінотеатр, сильно перебудована. З 1999 належала до УАПЦ, потім була кафедральним храмом Харківсько-Полтавської єпархії УАПЦ (оновленої). В 2020, після самоліквідації єпархії, перебуває у складі УГКЦ.

## Історія

### XVII—XVIII століття
Дерев'яна церква в ім'я великомученика Димитрія була побудована в середині XVII століття (не раніше 1660-х років) у тодішній заміській слободі Гончарівка за Лопанню. З її священників відомі Петро Федорович Вітінський (почав служіння не пізніше 1689 року, завершив у 1731, постригшись у ченці і провівши останні п'ять років життя в Покровському монастирі), та його син Григорій Петрович Вітінський (з 1719 року). Переписи 1724 та 1732 років свідчать про існування при приході братства з «двором братнім» на вулиці Ктіторовій.
У 1764 році ветха церква була розібрана і замість неї споруджена нова, теж дерев'яна і, мабуть, схожа на попередню. Судячи з зображення на відомому плані 1787 року, вона була виконана в традиційних формах української трикупольної архітектури з невисокою дзвіницею, розташованою окремо від церкви.
У XVIII століття при Дмитрівській церкві був цвинтар (в районі нинішнього перетину вулиць Зброярської та Благовіщенської) для трьох залопанських парафій — Дмитрівської, Благовіщенської та Різдвяної. Своє значення цвинтарної церкви храм зберігав до початку XIX століття, коли до міста було включено район Холодної гори, де й відкрито новий цвинтар з церквою Усіх Святих (на його місці зараз знаходиться недобудований у 1960-ті роки стадіон).

### XVII століття

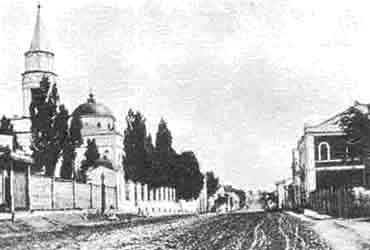
Свято-Дмитрієвський храм у другій половині ХІХ століття

19 листопада 1804 року церква разом із парафіяльним архівом загинула у пожежі. Невелика ікона Смоленської Божої Матері Одигітрії, яка знаходила в храмі, згідно з описом ще з часів першої церкви в 1689 року, залишилася неушкодженою і згодом вважалася місцевою святинею. Новий — кам'яний — храм, будівництво якого з благословення єпископа Христофора (Сулими) розпочалося 6 лютого 1805 року, спроєктували архітектори Євген Васильєв та Петро Ярославський у популярному на той час стилі ампір із напівкруглим куполом та високою гострою дзвіницею, прибудованою до храму. Освячена в 1808 році однопрестольна церква була невеликих розмірів, оскільки і приписана до неї парафія на той час мала невелике населення. З Основ'янської церкви привезли старий іконостас. Храм з вулиці був обгороджений частоколом, і з інших сторін тином.
Біля церкви, у будинку матері, мешкав український письменник Григорій Квітка-Основ'яненко (1778—1843), якого, ймовірно, саме тут вінчали та відспівували.
На початку 1840-х років виникла потреба в розширенні церкви. У 1841-42 роках до неї додано 2 приділи на честь Смоленської Одигітрії та Сергія Радонезького. Також побудовано дзвіницю в новому на той час псевдовізантійському стилі. Прибудова дала можливість розміщати в церкві 800 осіб. 1872 року на церковній ділянці було збудовано двоповерховий кам'яний будинок для причту (двох дияконів, псаломщика та сторожів) за проєктом Д. Л. Ткаченка.
У 1886-95 рр. церкву перебудовано за проєктом архітектора Михайла Ловцова. Згідно з іформацією з історичної монографії Багалія Д. І. та Міллера Д. П. у цей час у церкві мало змогу перебувати до 2000 осіб. Історію церкви описав її настоятель Іоан Лукич Чижевський (1819 р.н.). настоятель Свято- Дмитрівської церкви м. Харкова.

### Радянські часи
Храм було закрито у лютому 1930 року і віддано у власність клубу «Автодор», потім передано товариству ДТСААФ.
У 1935 році колишню церкву було перебудовано у стилі конструктивізму. Було знищено куполи та верхні яруси дзвіниці, перегороджено внутрішній простір, збито фасадний декор.
У 1942-43 роках під час німецької окупації Харкова в храмі ненадовго було відновлено богослужіння.
Після Німецько-радянської війни в будівлі розмістився кінотеатр «Спорт». Розбиті на два поверхи бічні приділи займали майстерні ДТСААФ, магазини, кафе «Витязь», медичний кабінет. 1966 року фасад церкви облицювали керамічною плиткою, а також знищили храмові розписи, до того лише приховані під шаром побілки.

### Незалежна Україна

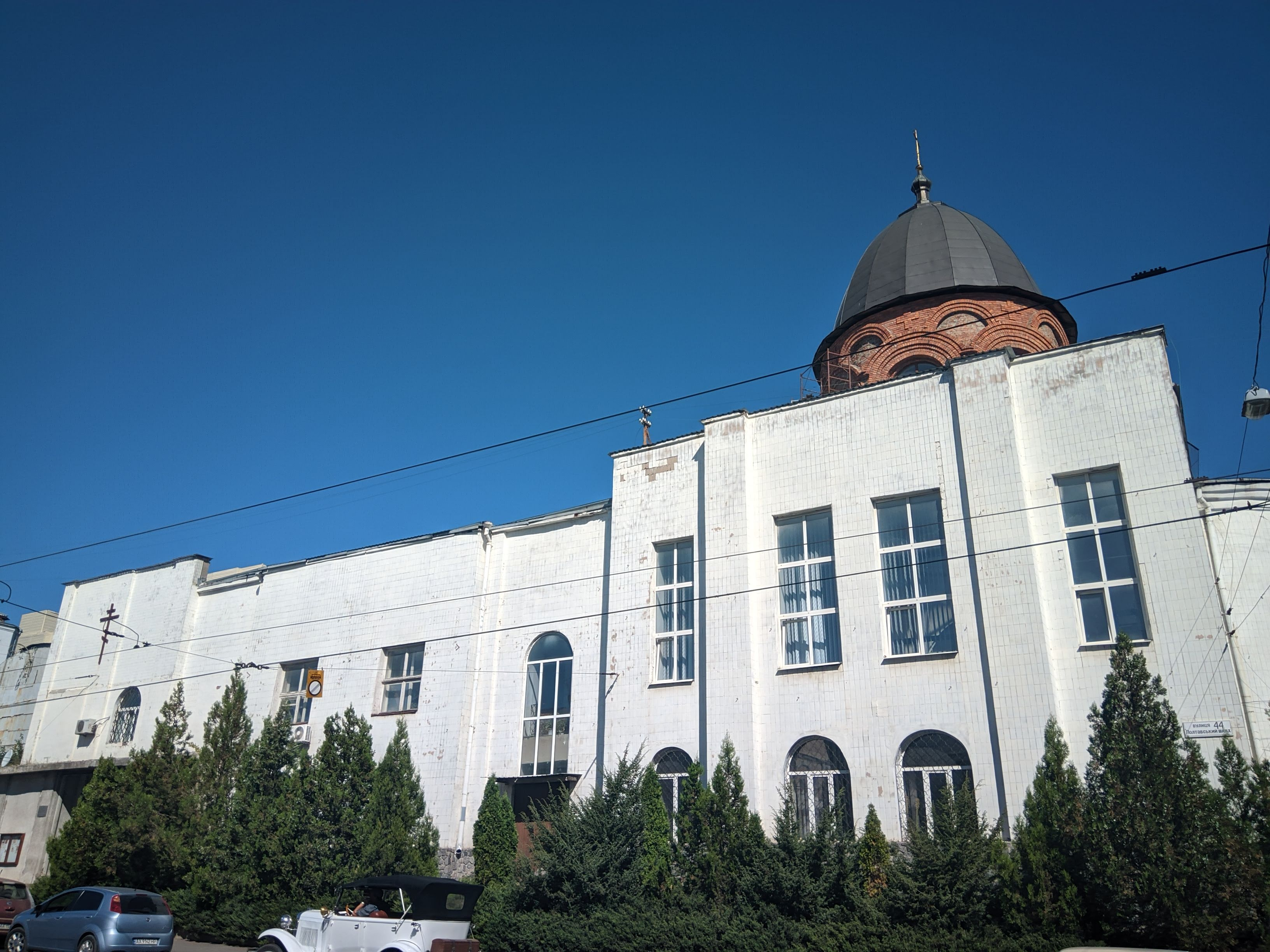
Дмитрівська церква у 2020 році

У 1998 році в церкві знову стало проводитись богослужіння. Відбувається поступова передача приміщень церковній громаді, що тривала до 11 серпня 1999 року. Однак будівлі колишньої каплиці та парафіяльної школи, як і раніше, зайняті торговими точками. У 2011—2012 роках відновлюється купол храму, храмове свято 8 листопада 2012 року над ним встановлено хрест.
Храм був кафедральним собором Харківсько-Полтавської єпархії УАПЦ (оновленої), що діяла як окрема релігійна організація. При ньому відкрито духовну семінарію («Колегія патріарха Мстислава»), дитяча недільна школа, катехизаційні курси, бібліотека, амбулаторний центр.
Після самоліквідації Харківсько-Полтавської єпархії УАПЦ (о), релігійна громада церкви провела загальні збори й 14 червня 2020 вирішила перейти до УГКЦ. Релігійна організація носить офіційну назву «Місіонерське товариство „Свято-Дмитрівський катехитично-пастирський центр“ Української Греко-Католицької Церкви».